# 袁潔儀
袁潔儀（英文名：Kiwi Yuen Kit Yee，1966年10月24日—），前亞洲電視合約女藝員，現為香港無綫電視基本藝人合約女藝員。袁潔儀於1989年参加亞洲小姐競選獲得第五名後加入亞洲電視，因於1990年代主持亞洲電視兒童節目《精靈一族》而被暱稱潔儀姐姐。

## 履歷
袁潔儀中一至中三期間就讀協恩中學，中四轉校至閩光書院。
袁潔儀未參選1989年的亞洲小姐時在1988年尾已加入亞視。 
1989年，袁潔儀在無綫電視特輯客串許冠傑《最喜歡你》部份的模特兒。同年參選“亞洲小姐競選”，同屆包括有冠軍翁虹、亞軍萬綺雯、季軍趙靜儀和殿軍伍詠薇，袁潔儀獲得第五名，賽後加入亞洲電視。最初，她兼任演員及主持兩棲發展。
1991年，亞視着力培養新人，點名力捧“十二星道”，袁潔儀也是其中一員。因此，雖出道不久，便主演過《藍月亮》、《赤子雄風》等劇。同時，她主持的兒童節目《精靈一族》，還有她參與的《歷史也瘋狂》，都受到小朋友及家庭觀眾歡迎。
1990年代后期，因亞視自製劇減少，袁潔儀將工作重點放在主持《今日睇真D》上，偶爾參演《我來自潮州》、《我和殭屍有個約會》等劇。
2002年，袁潔儀轉投無綫電視，在此短暫停或留在職服務后至2009年中約滿離開影視圈，近年在香港和中國大陸間做買賣生意，亦有在酒吧等公共場所表演或主持工作。
2009年底，袁潔儀息影退出娛樂圈。
2013年，接受亞視節目《亞姐百人》訪問，透露幾年前她嫁予從事有機肥料製造的丈夫而移居廣州，現在是全職家庭主婦。
2014年4月，宣佈復出主持亞洲電視全新婦女節目《我愛下午茶》，擔任主持之一。
2016年2月6日，在亞視欠薪事件下，由於亞視未有在法定限期前發放前兩個月薪金，袁潔儀聯同另外四名亞視藝員引用《僱傭條例》第10A條，終止與亞視的藝人僱傭合約關係。而離開亞視停播後，於同年5月1日再次回到無綫電視為簽約一年，另一位同期加盟的亞視藝人是蔡國威。
2018年，袁潔儀於無綫電視劇集《宮心計2深宮計》內飾演吳翠盈一角與陳煒所演的太平公主一角的對手戲被觀眾視為其代表作之一。因演的是盲人，全程沒有張開眼演，純靠聲線肢體演出，雖然只是一集戲份，但獲一致好評。
2020年，袁潔儀於無綫電視劇集《C9特工》內首次擔任劇集女主角。同年，袁潔儀與吳啟華合作主持綜藝節目《大灣區的11種魅力》。

## 個人
袁潔儀圈中好友為亞視藝人寶珮如，曾分一半收入助其度經濟難關，後亦曾出席好友新書宣傳活動。
2009年，袁潔儀於中國大陸登台期間，與本任職武警、後為生意人的丈夫邂逅後結為夫妻，自此袁移居廣州，為工作而須奔走中港兩地。 後袁曾先後三次懷孕但皆流產。 2014年，袁藝人好友鍾慧寧（暱稱肥豹）因情緒病自殺身亡，亦曾為袁帶來心理打擊。
2018年，袁潔儀曾公開表態支持參與角逐同年3月香港立法會補選中新界東選區議席的工聯會暨民建聯成員鄧家彪。

## 演出作品

### 電影
| 年份   | 片名                    | 角色       |
| 2002年 | 這個警察不用槍          |            |
| 2002年 | 連鎖奇幻檔案之疾風鐵男  |            |
| 2002年 | 連鎖奇幻檔案之DNA複製人 |            |
| 2004年 | 驚心動魄                | 何姑娘     |
| 2016年 | 屍小姐Z                 | 夜總會公關 |
| 2016年 | 極鬪2                   | 老師       |
| 拍攝中 | 百變神探                |            |

### 電視劇（亞洲電視）
| 年份   | 劇名                | 角色            |
| 1989年 | 兜亂兩仔爺          | 席恩華          |
| 1990年 | 藍月亮              | 楊益華（Eva）   |
| 1990年 | 赤子雄風            |                 |
| 1990年 | 法本無情            |                 |
| 1990年 | 鴻運迫人來          |                 |
| 1990年 | 鬼做你老婆          |                 |
| 1990年 | 難兄難弟            |                 |
| 1991年 | 四驅橋圣            |                 |
| 1991年 | 中華英雄之中華傲訣  | 水千面          |
| 1992年 | 開心鬼福星          |                 |
| 1992年 | 今裝戲寶之難兄難弟  | 阿 萍           |
| 1993年 | 鐵咀鷄与扭紋柴      |                 |
| 1995年 | 新包青天            | 單元十三:馬燕琳 |
| 1999年 | 我來自潮州          | 林家燕          |
| 2000年 | 曲終情未了          | 蔣南生          |
| 2014年 | 女神辦公室 (第二季) |                 |

### 電視劇（無綫電視）
| 年份       | 劇名              | 角色                 |
| 2005年     | 人間蒸發          | 盧樂儀               |
| 2006年     | 鳳凰四重奏        | 滕繼萍               |
| 2006年     | 高朋滿座          | 游志玲               |
| 2007年     | 通天幹探          | Jacky                |
| 2016年     | 愛·回家之八時入席 | 健康舞導師（第83集） |
| 2017年     | 不懂撒嬌的女人    | Grace（任太）        |
| 2017年     | 燦爛的外母        | 傅笑容               |
| 2017年     | 溏心風暴3         | 林 太                |
| 2018年     | 翻生武林          | 小 紅                |
| 2018年     | 逆緣              | Celine               |
| 2018年     | 宮心計2深宮計     | 吳翠盈               |
| 2018年     | 特技人            | Annie                |
| 2018年     | 救妻同學會        | 蕭馬麗儀             |
| 2018年至今 | 愛·回家之開心速遞 | 少婦（第331集）      |
| 2018年至今 | 愛·回家之開心速遞 | 波賽蓮（第740集）    |
| 2019年     | 白色強人          | 華 母                |
| 2019年     | 十二傳說          | 顧錢聰穎             |
| 2019年     | 街坊財爺          | 絲 母                |
| 2019年     | 金宵大廈          | 王小梅               |
| 2019年     | 牛下女高音        | 巢 太                |
| 2020年     | 法證先鋒IV        | 郭金碧（碧姐）       |
| 2020年     | 那些我愛過的人    | 潘月華               |
| 2020年     | 過街英雄          | 忠 太                |
| 2020年     | C9特工            | 高清麗               |
| 2020年     | 木棘証人          | 呂麗瑤               |
| 2021年     | 大步走            | 女客人               |
| 2023年     | 一舞傾城          | 何淑儀（KK媽）       |
| 2023年     | 香港人在北京      | May姐                |
| 2024年     | 狀王之王          | 孫大娘               |
| 2024年     | 神耆小子          | 李香雲               |
| 2025年     | 刑偵12            | 李欣母               |
| 2025年     | 執法者們          | 徐嘉欣               |

### 電視劇（其他）
| 年份   | 劇名                                   | 角色   | 備註                                 |
| 1992年 | 廉政行動（第2集）－臥底藏龍            |        | 廉政公署                             |
| 2017年 | 申訴II（第3集）－誰偷走了我的女兒      |        | 香港電台                             |
| 2021年 | 七十二家房客（第17季第19、20集）－陳皮 | 阮大嫂 | 廣東廣播電視台、珠江電影製片有限公司 |
| 2022年 | 黑金風暴(第10至13集)                   | 劉芝   | 優酷、樂道互娛                       |
| 2022年 | 獅子山下的故事                         | 徐佳薇 | 中央電視台、企鵝影視                 |
| 2025年 | 執法者們                               | 徐嘉欣 | 邵氏兄弟                             |

### 綜藝節目（亞洲電視）
| 年份          | 節目                      | 性質／備註    |
| 1990年        | 肥趣電視台                |               |
| 1991年        | 歷史也瘋狂                |               |
| 1991年        | 銀色速遞                  |               |
| 1992年        | 寵物主流派                |               |
| 1992年        | 一家大細顯神通            |               |
| 1993年        | 精靈校園                  | 主持          |
| 1993年        | 食得也瘋狂                |               |
| 1993年-1996年 | 機靈加油站                | 主持          |
|               | 六合彩                    | 主持          |
| 1994年-2000年 | 今日睇真D                 | 記者          |
| 1996年-1997年 | 完全電腦手冊              | 主持          |
| 1997年-1999年 | 精靈一族                  | 主持          |
| 2013年        | 亞姐百人                  | 嘉賓（第4集） |
| 2014年-2015年 | 我愛下午茶                | 主持          |
| 2015年        | ATV這一家                 | 嘉賓          |
| 2015年        | 亞視光輝歲月 58周年台慶日 | 嘉賓          |
| 2015年-2016年 | 天南地北                  | 主持          |

### 綜藝節目（無綫電視）
| 年份   | 節目               | 性質／備註       |
| 2016年 | 東張西望           | 「惜別亞視」嘉賓 |
| 2016年 | Sunday好戲王       | 嘉賓（第16集）   |
| 2016年 | 萬眾同心公益金     | 個案故事角色     |
| 2016年 | 今日VIP            | 嘉賓（6月22日）  |
| 2016年 | 萬千星輝放暑假     | 列席嘉賓         |
| 2017年 | 萬千星輝賀台慶2017 | 列席嘉賓         |
| 2020年 | 大灣區的11種魅力   | 主持（與吳啟華） |

## 外部連結
- 袁潔儀的Facebook專頁
- 袁潔儀的新浪微博